# 574 Reginhild
Az 574 Reginhild egy a Naprendszer kisbolygói közül, amit Max Wolf fedezett fel 1905. szeptember 19-én.